# Eidothea hardeniana
Eidothea hardeniana är en tvåhjärtbladig växtart som beskrevs av P.H.Weston & Kooyman. Eidothea hardeniana ingår i släktet Eidothea och familjen Proteaceae. Inga underarter finns listade i Catalogue of Life.